# Parc Nacional Los Alerces
El Parc Nacional Los Alerces és una gran àrea protegida que es troba a la província del Chubut, Argentina. Inclou el llac Futalaufquen, el riu Arrayanes, i els llacs Verde i Menéndez. Pels seus increïbles paisatges, és considerat un dels més bells parcs nacionals de l'Argentina.
Va ser creat l'any 1937 i té una superfície de 259.570 ha. El fonament de la seva creació és la protecció dels boscos de lahuán o làrix, un dels arbres de major longevitat del planeta, que va arribar a estar en perill d'extinció. Forma part de la Reserva de Biosfera Andino Norpatagónica des de 2007 La superfície del Parc Nacional Los Alerces se subdivideix en dues àrees de gestió: parc nacional amb 193.144 ha, i l'àrea protegida amb recursos manejats amb 69.856 ha. El decret núm. 2149/90 del 10 d'octubre de 1990 va designar un sector de la primera àrea com a reserva natural estricta i el 7 de juliol de 2017 fou inscrit en la llista del Patrimoni de la Humanitat de la UNESCO.
Els ambients de l'àrea protegida poden enquadrar-se en les ecoregions de bosc patagó i d'alts Andes amb un clima temperat fred de gran estacionalitat: els hiverns són plujosos i amb nevades, i els estius secs, amb nits fresques. A l'àrea es troba un complex sistema lacustre de nombrosos rius, rierols i miralls d'aigua.
El centre geogràfic d'aquest parc nacional es troba aproximadament en les coordenades 42° 50′ 00″ S, 71° 52′ 00″ O / 42.83333°S,71.86667°O 42° 50′ 00″ S, 71° 52′ 00″ O / 42.83333°S,71.86667°O / 42° 50′ 00″ S, 71° 52′ 00″ O / 42.83333°S,71.86667°O, 42° 50′ 00″ S, 71° 52′ 00″ O / 42.83333°S,71.86667°O.

## Flora

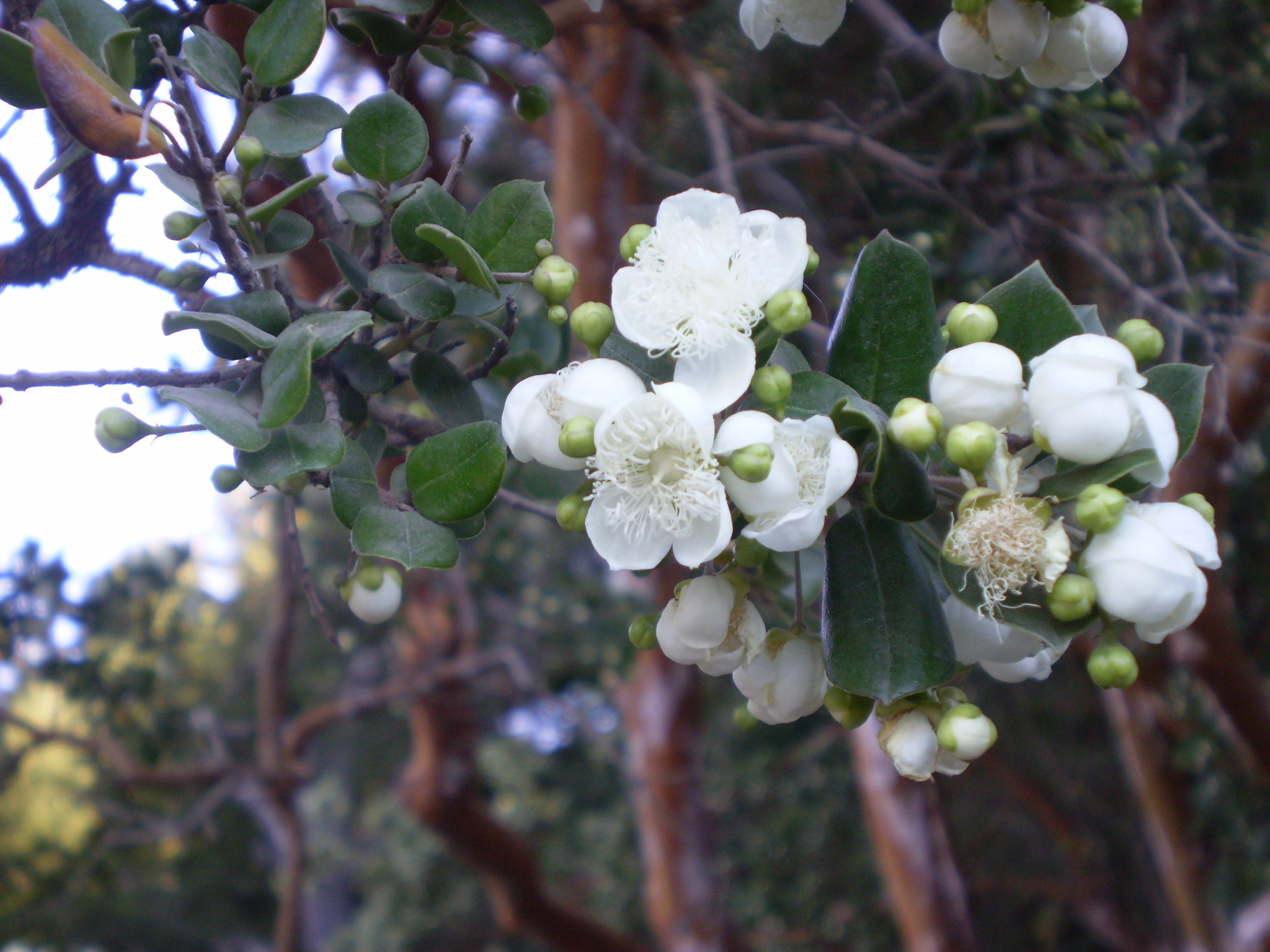
Flor de la murta

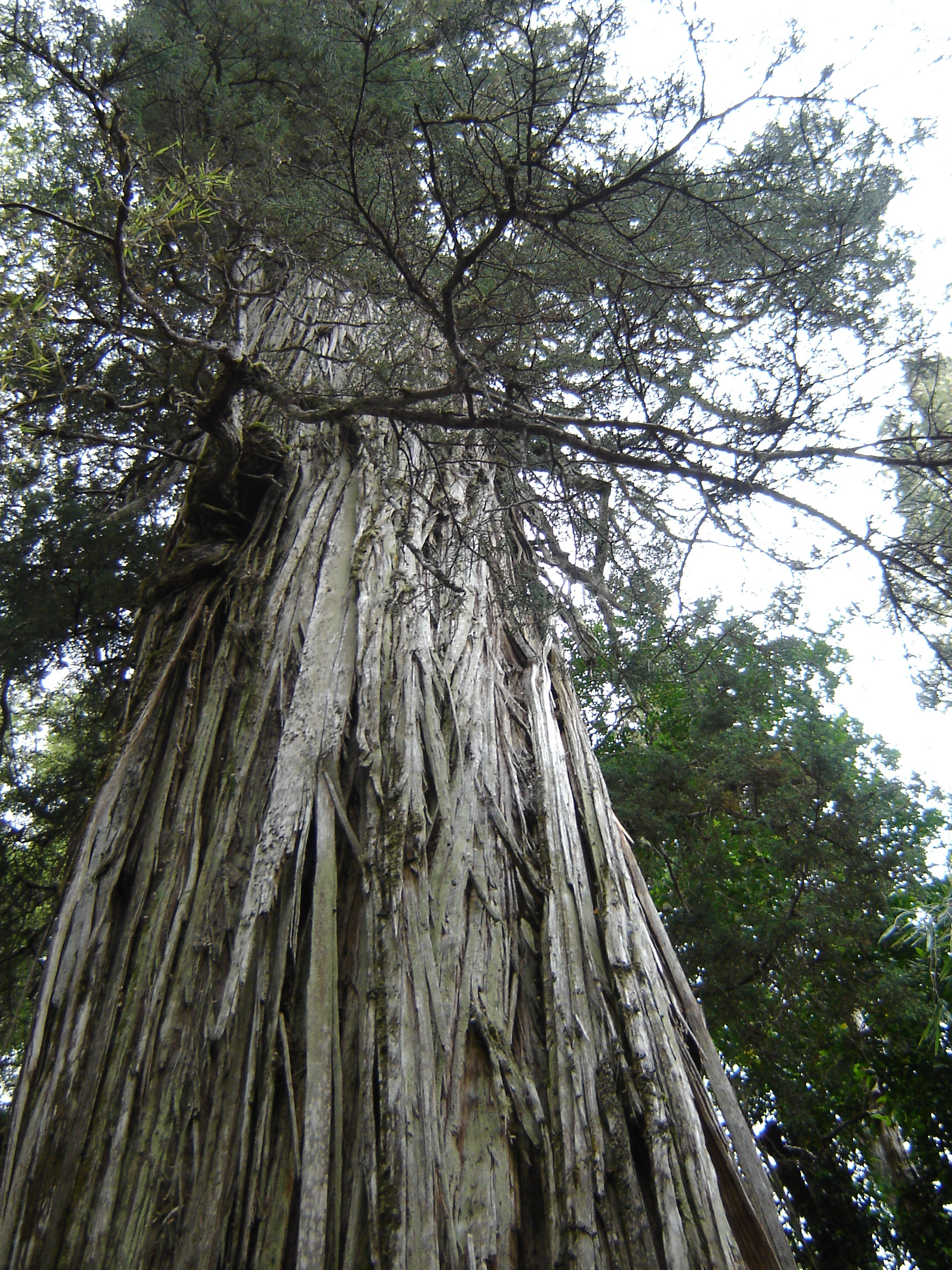
Fitzroya mil·lenari. Parc Nacional Los Alerces, edat: 2.620 anys, altura: 57,5 metres, diàmetre: 2,3 metres

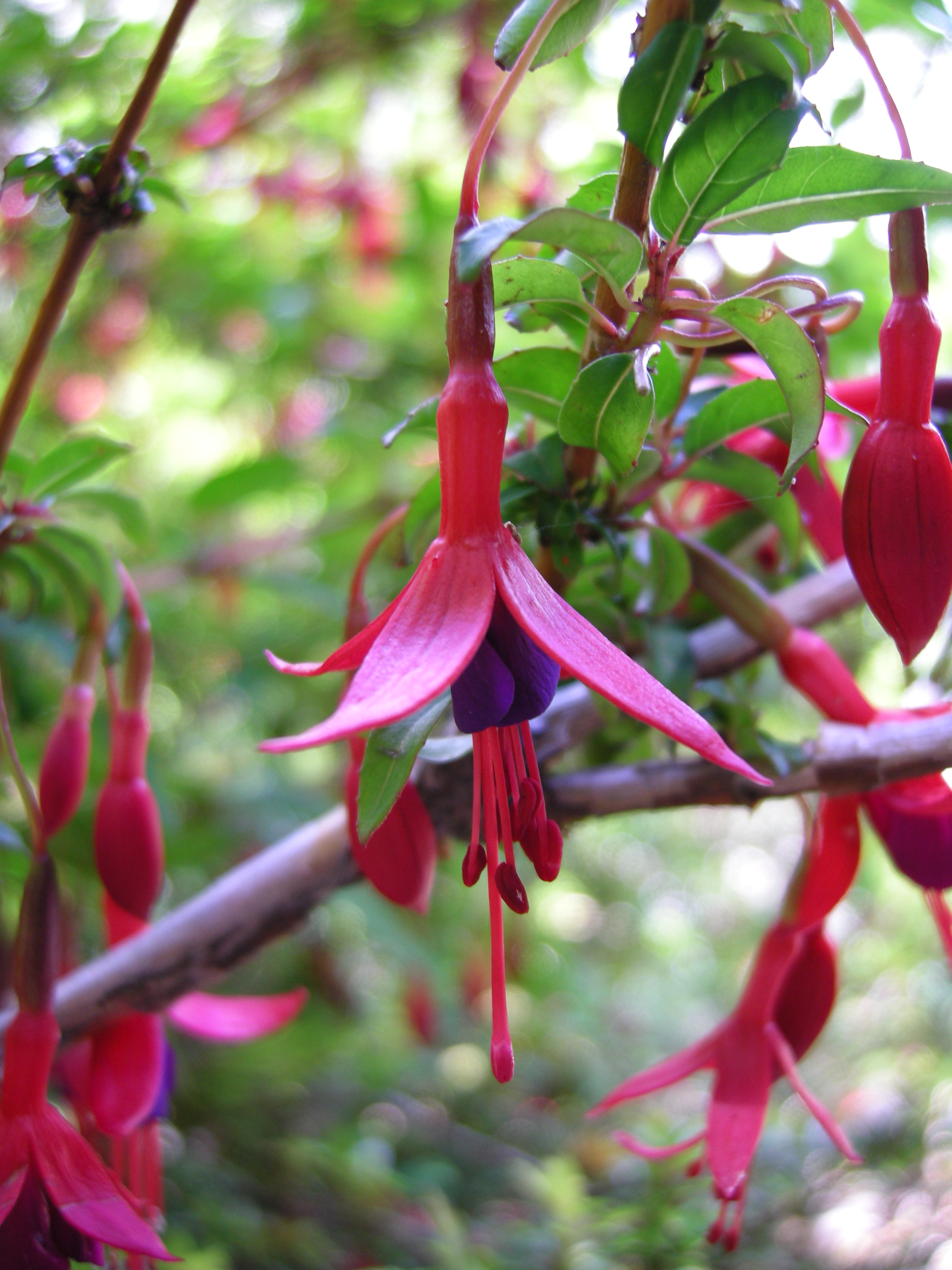
Flor del chilco

Prop de 4.000 mil·límetres de pluja anual converteixen aquesta regió en un dels boscos andinopatagons més rics en vegetació: el bosc de Valdivia. En aquest ambient, es distingeix el làrix o lahuán, una gegantesca conífera que a inicis del segle xx va estar a punt de desaparèixer per l'explotació descontrolada.
La Patagònia argentina té el privilegi de tenir una de les formacions boscoses més antigues i denses d'aquesta espècie ancestral, encara considerada sagrada per les poblacions indígenes. Al costat del llac Menéndez, els majestuosos exemplars tenen una edat estimada de 4.000 anys i arriben a 75 metres d'altura i 3,5 de diàmetre.
Cap a l'est, la transició amb l'estepa marca boscos menys frondosos on creixen el maitén i el xiprer de la serralada. També els radals, murtes, Nothofagus antarctica, lengas i màquies cobreixen les muntanyes i conformen un paisatge d'increïble bellesa matisat per rius i llacs.
La flora exòtica, portada pels pobladors europeus, representa en aquest parc nacional un greu problema per a conservar la vegetació nativa. La rosa mosqueta, el lupi i la margarida, entre altres plantes, van començar a dispersar-se sense ajuda per les vores i clars del bosc, desplaçant les espècies originàries.
Així mateix, l'explotació il·legal de fusta i els incendis impedeixen la recuperació de les diferents espècies arbòries que són de creixement lent i triguen a cobrir els vessants, afavorint l'erosió.

## Fauna
Nien en aquest parc aus com el chucao, el fuster negre patagó, el pitío, el còndor, el caburé, la cotorra austral, l'aguiló, el carancho, la coloma araucana, i el zorzal patagó.
En els seus abundants llacs, rius i rierols abunden en peixos exòtics, com el salmó i la truita.
El Parc Nacional Los Alerces és refugi de moltes espècies de mamífers, alguns més comuns com el puma o el tuco-tuco, però molts d'altres en perill, com el pudu, el gat kodkod, la llúdria de Xile o llúdria patagona, i principalment el huemul. Aquest cérvol natural de la Patagònia pot observar-se en el turó Riscoso, declarat zona crítica per a la conservació de l'espècie.
Igual que en altres parcs del sud patagó, les espècies introduïdes, com el cérvol colorit, el cérvol dama, el senglar i la llebre, causen un seriós impacte als boscos. Per aquesta raó, també en aquesta àrea protegida es permet un sistema de vedats de caça amb extracció limitada. El visó va ser introduït entre els anys 1945 i 1960 per proveir el mercat de pells local, principalment a Cholila, localitat situada al nord-oest del parc nacional. En la dècada del 70, van ser-ne alliberats uns quants i es van multiplicar, dispersant-se per tota la regió preandina de Chubut i Río Negro. D'hàbits carnívors, el visó ataca aus i cries de mamífers terrestres o aquàtics, amenaçant la fauna nativa. D'igual manera, el pudu és atacat pels gossos silvestres. La caça furtiva posa en perill tant el huemul com el puma, tots dos preuats exemplars per als caçadors.

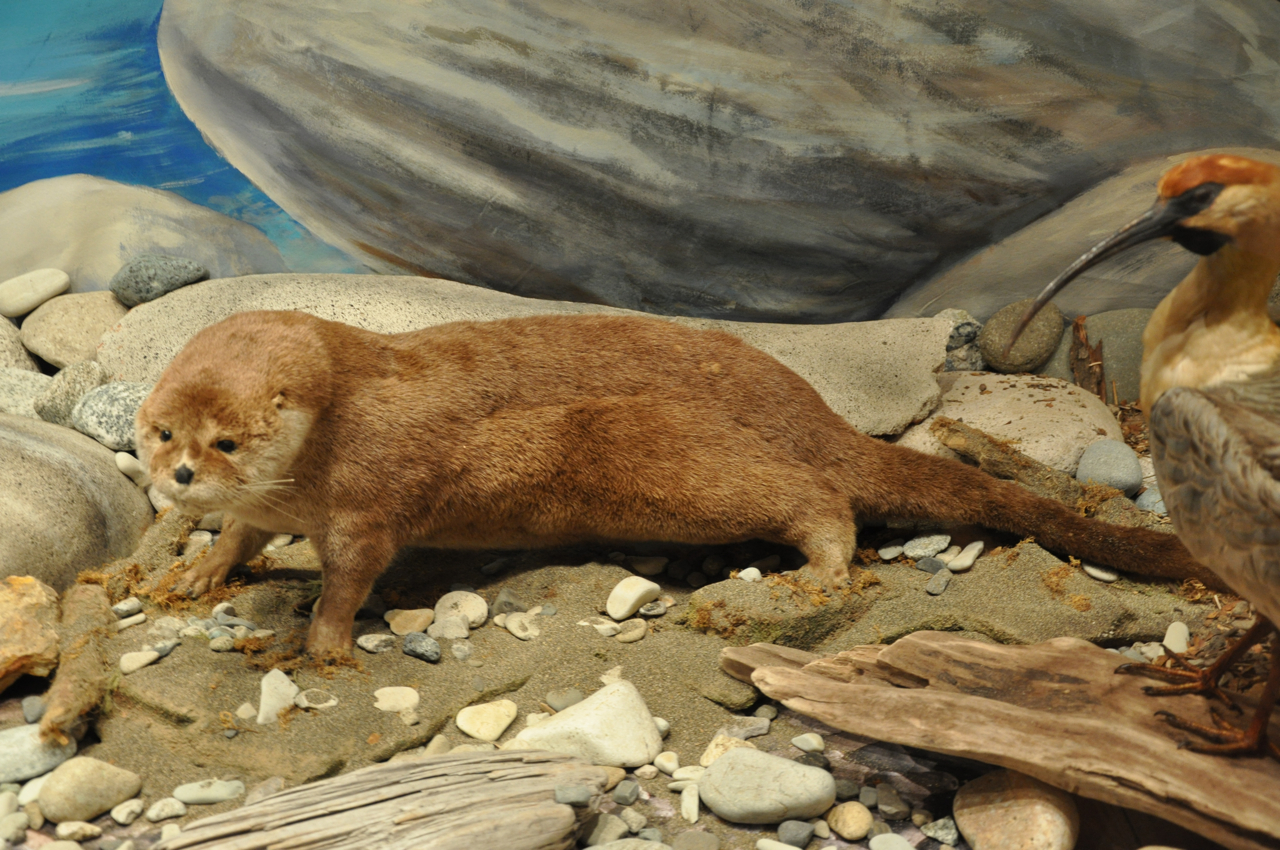
Huillín

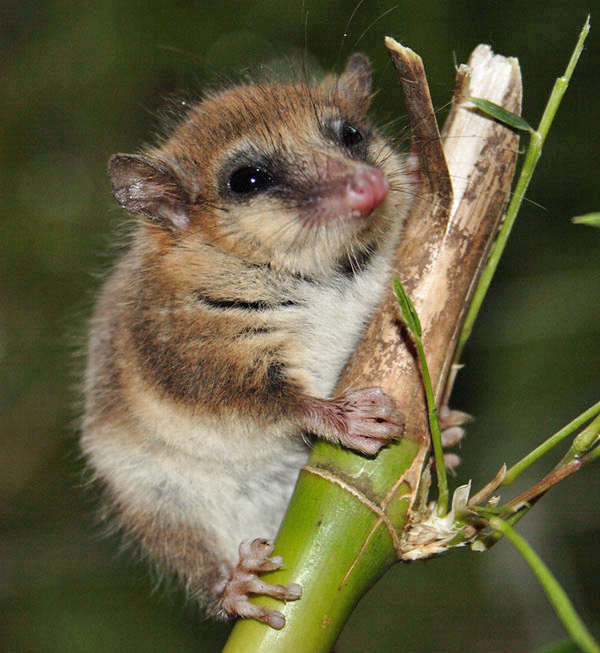
Monito de muntanya

## Pobles originaris
Fa més de 3.000 anys, els primers habitants que es van instal·lar a la regió van ser grups de caçadors recol·lectors que van ocupar la vall del riu Desaguadero. Amb ossos d'animals i pedres fabricaven bolejadores, puntes de fletxa, punxons per cosir cuirs i artefactes de molta. Encara es troben en les parets de coves pintures rupestres amb motius geomètrics, laberints i figures humanes esquemàtiques, molt semblants a les trobades al nord-oest de la Patagònia. Els seus descendents van ser els grups tehueltxes, que van modificar diverses de les seves actituds i maneres de vida després de l'arribada dels espanyols. La seva principal incorporació va ser el cavall, que va produir grans transformacions, entre aquestes una més gran mobilitat dels grups. La campanya del Desert (1879-1883) va produir la desarticulació de les poblacions indígenes. En l'actualitat, existeixen famílies maputxes que viuen a les zones limítrofes del parc.

## Sistema hídric

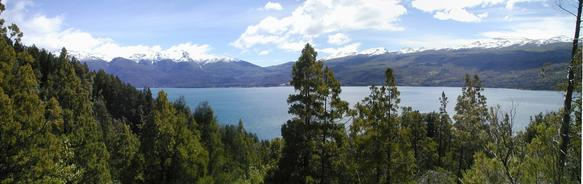
Llac Futalaufquen

Existeixen nombrosos rius, llacs i llacunes, cascades, i glaceres a gran altura.
El parc té 9 llacs: el Futalaufquen, Menéndez, Rivadavia, Krüger, Verde, Cisne, Stange, Chico i Amutui Quimei. Aquest últim és un embassament originat per la presa Futaleufú. Aquests llacs es troben connectats per diversos rius, fins a arribar formar el riu Futaleufú —el riu amb embassament en el complex hidroelèctric Futaleufú— que creua la frontera amb Xile i desemboca finalment en l'oceà Pacífic, a través del riu Yelcho.

## Turisme

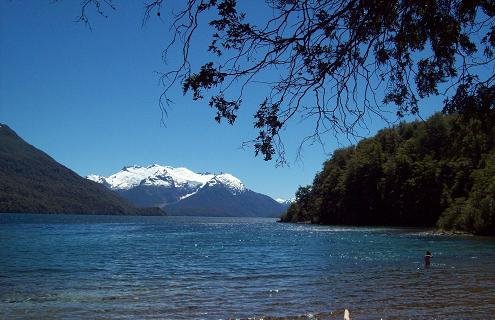
Llac Menéndez

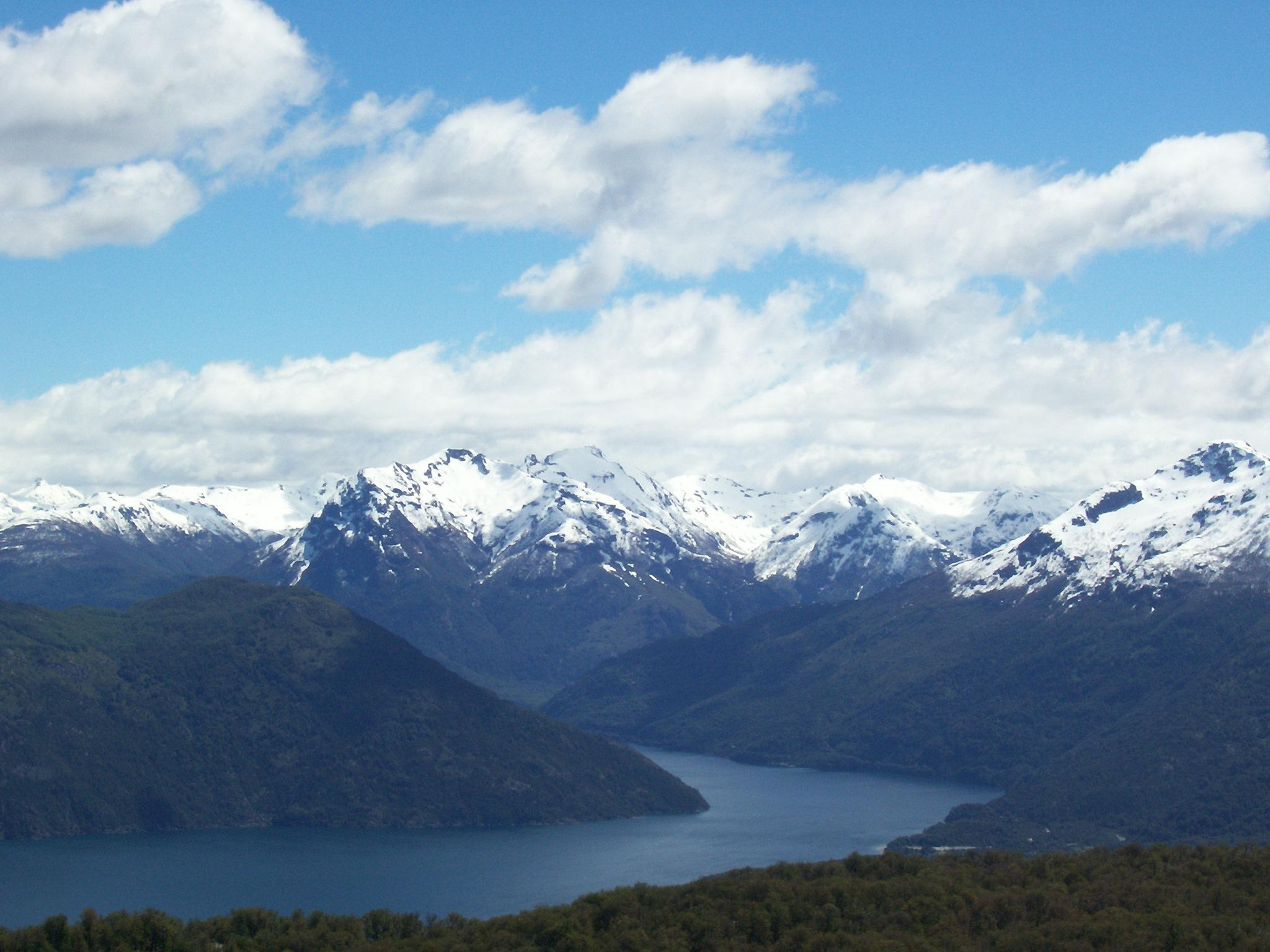
Llac Futalaufquen

La ciutat turística Vila Futalaufquen es troba dins del parc, allà es troba la intendència i el Centre d'Informes i Museu, on es pot obtenir informació i aconseguir permisos de pesca. El lloc té estació de servei, cabines telefòniques, restaurant, proveïments, càmpings lliures, agrests i organitzats, cabanyes i hostals.
Es pot conèixer el parc a través de més de vint senders per als vianants i nombrosos camins per a vehicles.

## Accés
Per accedir al parc nacional és necessari dirigir-se a la ciutat de Esquel. Des d'allà, per la ruta nacional 259, empalmant amb la ruta provincial 71, que travessa l'àrea protegida en direcció nord-sud. Per aquest camí s'arriba a Villa Futalaufquen, on se situa el centre administratiu del parc nacional. La ruta continua cap al nord del parc unint la Villa Futalaufquen amb la ruta nacional 258, rumb a la ciutat del Bolsón. La ciutat d'Esquel té un aeroport (a 38 km del parc nacional) i una terminal d'òmnibus, la qual cosa brinda més possibilitats d'accés a l'àrea protegida.

## Incendis forestals
El març de 2015 es va registrar un dels pitjors incendis de la dècada dins del parc, que va devastar més de 1.500 hectàrees de bosc natiu en el Cordón Situación.
Els incendis iniciats el 24 gener de 2016 van ser provocats a la zona de la vall del riu Futaleufú (sud del Parc Nacional Els Alerces); gairebé tots els indicis assenyalen que han estat provocats intencionalment per l'ésser humà, abastant més de 1.700 hectàrees; la recuperació dels boscos trigarà aproximadament 30 anys.